# ひるどき情報ちば
ひるどき情報ちば（ひるどきじょうほうちば）は、NHK千葉放送局のFMラジオ放送で平日11:00-12:00に放送されていた地域情報番組である。2019年度末をもって終了。

## 概要
- 千葉県内のニュース・天気・交通情報（他局が11:50-12:00に行う同種のローカル枠を内包）のほか、毎日日替わりで、千葉県民の暮らしに役立つ様々な情報をゲストを交えて送る。担当は千葉局契約アナウンサーが週や曜日ごとの交代で担当する。
- 2010年度までは毎日11時から1時間放送され、2011年度の月曜から木曜については11:30からの30分番組に規模を縮小したが、2012年から再び全曜日1時間枠に戻した。夕方の『まるごと千葉60分』が終了したことに伴うもの。

## キャスター
全て千葉放送局の契約キャスターが担当。

### 現在担当のキャスター
- 石山千華（2012年度 - ）
- 伊藤かほり（2012年度 - ）
- 北林きく子（2012年度 - ）
- 児玉有希（2013年度 - ）
- 小林若菜（2013年度 - ）
- 副島優子（2013年度 - ）
- 前田春菜（2013年度 - ）

### 過去に担当したキャスター
全て2012年度を担当。
- 佐々木里佳
- 関根香里
- 長麻未
- 山迫未紀子

## 主なコーナー
- 帯企画　千葉県内のニュース・気象情報（月-金）、「ひるどきトーク」（月-水　千葉県内に所縁のある人物へのインタビュー）
- 月曜　料理関係（おすすめ食材、郷土料理、食と健康の中からいずれか1つ）
- 火曜　生活関係（くらしのメモ、健康メモ）、文化関係（ブックセレクション、プラネタリアンカフェ）の中からいずれか1-2つ
- 水曜　音楽コーナー
- 木曜　ひるスポ（千葉県のプロ・アマを問わず、様々なスポーツチームや選手を取り上げ、インタビューやレポートをする）、観光情報（県内の週末のイベントや観光地紹介など）
- 金曜　千葉を知る（千葉県の歴史・文化・郷土についての教養企画）、週末は美術館（県内の美術館で行われる展示会の紹介）、ふるさと通信員だより（県内のふるさと通信員からの季節の話題）

## 差し替え対象番組
- この時間は全国共通番組が放送されている時間だが、千葉局はこの時間に放送される以下の番組は全て差し替えであるため、再放送の時間、および近県各局（東京・水戸・さいたま・受信環境により横浜も）で受信するか、NHKネットラジオ らじる★らじる（日本8地域の局が全国どこでも受信可能なので、通常放送している地域の局を受信すればよい）・radiko（第2次実験配信。東京・渋谷から配信される東京都域放送のみが全国同一コンテンツとして配信される為、地域選択は不要）で聴取することにより補完することができる（祝日は休止となるため、特別編成でない限り同時放送が可能である）。全国的に見ても、平日お昼前の時間にFMの差し替え放送が行われるのは千葉が唯一である。

月-木曜
- 弾き語りフォーユー（11:00-11:20　再放送・翌日早朝5:00-5:20）
- 邦楽のひととき（月-水11:20-11:50　再放送・翌日早朝5:20-5:50）
- 浪曲十八番（木11:20-11:50）

金曜
- 邦楽ジョッキー（11:00-11:50　再放送・翌日=土曜早朝5:00-5:50）